# Belén de Carrillo
Belén es un distrito del cantón de Carrillo, en la provincia de Guanacaste, de Costa Rica.

## Historia
Belén fue creado el 16 de junio de 1877 por medio de Decreto 22. Segregado de canton Santa Cruz.

## Geografía
Belén cuenta con un área de 182,14 km² y una altitud media de 42 m s. n. m.

## Demografía
Para el año 2022, Belén cuenta con una población estimada de 11 660 habitantes, y para el último censo efectuado, en 2011, Belén contaba con una población de 8841 habitantes.

## Localidades
- Barrios: Villita, Ana Paula, Ana Live, Gallina, Los Molinos
- Poblados: Alto San Antonio, Cachimbo, Castilla de Oro, Coyolito, Gallina, Juanilama, Loma Bonita, LLano, Ojochal, Palestina, Palmas, Paraíso, Penca, Planes, Poroporo, Río Cañas Nuevo, Santa Ana, Santo Domingo.

## Transporte

### Carreteras
Al distrito lo atraviesan las siguientes rutas nacionales de carretera:
- Ruta nacional 21
- Ruta nacional 155